# 戈培尔日记
戈培尔日记（Die Tagebücher von Joseph Goebbels）是約瑟夫·戈培爾曾撰写过一系列个人日记。这些日记直到1993年後才获得出版，全文以德语出版，英语版只有德语版的一部分。该史料是研究纳粹党及其执政德国12年的内部历史的重要资料。

## 历史
1923年10月，戈培尔在其26岁生日前不久开始记日记，当时的他没有工作，住在位于鲁尔区赖特的父母家中。他的日记本是一位叫Else Janke的年轻女子（有部分犹太人背景）所赠，他与她有过一段热烈却最终无果的恋情，而他在早期日记中所写的基本都是关于她的。自1923年起，他几乎每天都会写下一篇日记。
从1923年12月中旬起的日记裡展现出戈培尔的思想正在向本土運動的意识形态靠拢。1924年3月，戈培尔首次对阿道夫·希特勒和纳粹主义有了兴趣。1924年2月，希特勒因发动啤酒館政變失败而开始接受叛国罪审判。而审判却让希特勒得到了更多媒体关注与政治宣传。在戈培尔于1925年7月初见希特勒之后，希特勒就开始逐渐成为他日记里的中心人物。至1926年7月，戈培尔已深深痴迷于希特勒针对“种族问题”发表的言论。
1933年1月，希特勒成为德国总理，他任命戈培尔擔任宣传部长。戈培尔接下来将自己在希特勒试图夺权并最终成功期间的日记经编辑后以书籍形式出版，书名为“从凯撒霍夫到帝国总理府：一部历史日记”（ Vom Kaiserhof zur Reichskanzlei: Eine historische Darstellung in Tagebuchblättern）。书名里的凯撒霍夫是希特勒在掌权前在柏林所住的酒店的名字。这本书后来出了英文版，《我在德国之斗争中的角色》（My Part in Germany's Fight）。
至1941年7月，戈培尔已经写了20本日记，并意识到该资源太过宝贵，切不可在空袭中被毁。因此，他把日记从自己在柏林的书房转移到了位于柏林中央的德意志帝國銀行的地下保险库。从此，他不再手写日记，而是将日记口述给速记员，后者将打出校对过的版本。此时的戈培尔会在每篇日记开头简述当日的军政新闻。由于有速记员在场，日记也就不再是绝对私人的著作，戈培尔亦不会如从前般坦率地在日記中谈论私事。
至1944年11月，戈培尔已清楚意识到德国败局已定。戈培尔下令用微缩胶片技术备份自己的所有日记，以保安全。位于柏林市中心的戈培尔公寓里搭建了一件特别暗室，戈培尔的速记员理查·德奥特（Richard Otte）负责监督拷贝工作。
戈培尔的最后一篇日记写于1945年5月1日下午，也就是他自杀的几小时之前，但这一篇没能保存下来。最后一篇得到保存的日记写于1945年4月9日。1945年4月，装有日记微缩胶片备份的玻璃板被装箱埋入柏林西边的波茨坦的地下。而手写和机打的原稿则在包装好之后存在德國總理府。这些原稿有一部分留存了下来，成为了战后出版的部分戈培尔日记（主要来自二战时期）的基础。在波茨坦，那些装有玻璃板的箱子被苏联人发现，并运往莫斯科，此后一直无人将其打开，直到1992年德国史学家Elke Fröhlich再度发现它们。到了那时，整套日记才得以出版。

## 出版

### 德语版
经Elke Fröhlich等人编辑，戈培尔写于1923-1945年间的29本日记以29卷一套的形式，从1993年开始出版，最后一卷于2008年问世。据称这一版包含了戈培尔全部日记的98%。戈培尔日记由慕尼黑的K. G. Saur出版社在俄罗斯国家档案馆的支持下，代表慕尼黑近代史研究所出版。

### 大卫·艾文争议
1992年，史学家、犹太大屠杀否认者大衛·艾文经不明渠道得知，苏军士兵在1945年5月发现了200卷部分烧毁的日记，并运走了装在玻璃板里的日记微缩胶片备份，这些都被严密封存在莫斯科的中央国家档案馆。由于新发现的档案资料中有戈培尔手写的段落，而之前的版本全都是印刷版，从而可以借新资料来鉴定之前的印刷版的真伪。星期日泰晤士报支付给大衛·艾文125000美元，请他鉴定并翻译新发现的资料。此事引发了一次小范围丑闻，曾有抗议者聚集在大衛·艾文在伦敦的居所外示威。艾文对新资料的研究成为了他的著作《戈培尔：第三帝国的智囊》（Goebbels: Mastermind of the Third Reich）的基础。他与St. Martin's出版社签订的合同规定，出版时间为1996年。但迫于政治压力，St. Martin's出版社決定不履行出版合同。
大衛·艾文对戈培尔日记的研究恰好能证明犹太人大屠杀的真实性。日记表明，戈培尔复述了萬湖會議议定书的部分内容，而大屠杀否认者们此前一直说这份议定书是伪造的。